# 아무것도 사지 않는 날

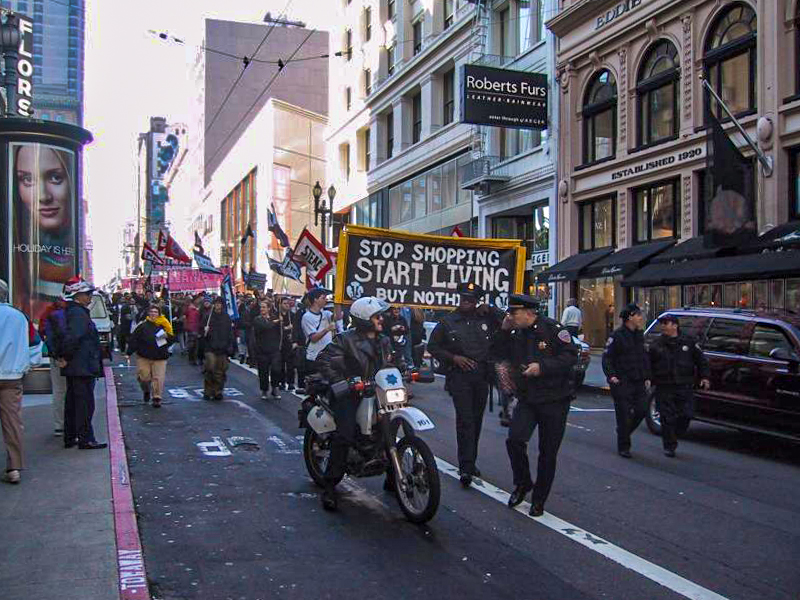

아무것도 사지 않는 날(Buy Nothing Day; BND)은 소비주의에 저항하는 국제적인 날로 사회운동가와 관련 시민들에 의해 전개된다. 북아메리카에서는 추수감사절 이후 금요일 그리고 국제적으로는 그 다음날에 기념되며, 2011년에는 각각 12월 25일과 26일에 열렸다. 예술가 테드 데이브가 에서 다창시했으며 그 뒤 캐나다에 기반을 둔 잡지, 애드버스터스 덕에 널리 알려졌다.
아무것도 사지 않는 날은 "사회의 과소비 문제를 다루는 날"로서 1992년 9월 멕시코에서 처음 조직되었다. 1997년, 이 행사는 미국의 추수감사절 이후 금요일로 변경되었으며, 또한 미국에서 10개의 가장 바쁜 쇼핑 날들 중에 하나인 블랙 프라이데이라 불렸다. 북아메리카 외부와 이스라엘에서 아무것도 사지 않는 날은 다음 토요일에 열린다. 에드버스터스는 한때 CNN을 제외한 대부분의 주요 TV 네트워크에서 거부당한 광고였다. 곧 운동들은 미국, 영국, 이스라엘, 오스트리아, 독일, 뉴질랜드, 일본, 네덜란드, 프랑스, 그리고 노르웨이에서 출현하기 시작했다. 참가국은 현재 65개가 넘는다.

## 활동
다양한 모임들과 저항 형태들이 아무것도 사지 않는 날에 과소비 문제에 대한 관심을 끌기 위해 사용되었다
- 신용카드 자르기: 참가자들은 쇼핑 몰, 쇼핑 센터, 또는 가게에 가위와 오르는 빚과 터무니없는 금리를 단순한 자르기로 정리하기 원하는 사람들에게 도움을 주기 위한 광고 포스터를 가지고 서있는다.
- 비영리 길거리 파티들
- 농성
- 좀비 걷기: 좀비가된 참가자들이 멍한 눈빛으로 쇼핑몰 주변이나 다른 소비자 안전구역들을 배회한다. 무엇을 하고 있냐는 질문을 받으면 참가자들은 아무것도 사지 않는 날을 묘사한다.
- 대형 마트를 빙빙 돌다: 참가자들은 조용히 카트에 아무것도 넣지 않거나 실제로 아무 상품도 사지 않은 채로 길고 이해할 수 없는 콩가 라인을 형성하며 쇼핑몰이나 가게 주변에서 그들의 쇼핑 카트를 운전한다.
- 공공연한 항의들
- 들고양이 총파업: 2009년 아무것도 사지 않는 날 사용된 전략으로 참가자들은 24시간 동안 해 뜨고 해 질 때까지 아무것도 사지 않을 뿐만 아니라 전등, TV, 컴퓨터 그리고 다른 불필요한 전기기구들을 끄고 차들을 주차시켜놓고 그들의 핸드폰도 꺼놓는다.[1]
- 아무것도 사지 않는 날 하이킹: 쇼핑으로 소비주의를 찬양하기 보다 참가자들은 지구와 자연을 찬양한다.[4]
- 아무것도 사지 않는 크리티컬 매스 (Critical Mass): 다달이 크리티컬 매스 자전거 타기가 아무것도 사지 않는 날 혹은 가까운 날에 열리며, 몇몇 도시에서 이 자전거타기는 아무것도 사지 않는 날을 인지하거나 기념한다.
- 아무것도 사지 않는 날 샌프란시스코 물가를 따라 노를 젓는다. 이 행사는 소문이 자자한 소비적인 샌프란시스코 물가를 따라 Bay Area Sea의 카약 타는 이들이 주도한다.
- 겨울 옷 교환하기는 로드 아일랜드(Rhode Island)에서 시작되었고 지금은 로드 아일랜드, 캔터키, 유타 그리고 오레곤에서 진행되는데 겨울 옷 기부하기를 원하는 어떤 이들이 코트를 모으고 필요한 이들이 가져간다.

## 비평
아무것도 사지 않는 날이 참가자들이 그 다음날 소비하게 한다고 이날을 비판하는 이들이 있는 반면, 에드버스터는 “아무것도 사지 않는 날이 소비 습관을 하루 동안만 바꿔놓는 것이 아니라 덜 소비하고 덜 낭비하게 하는 지속적 삶의 방식을 시작하게 하는 것이다” 라고 진술한다.
낭비."

## 같이 보기
- 검은 금요일
- 승용차 없는 날